# Air Force Research Laboratory
L'Air Force Research Laboratory ou AFRL est le laboratoire de recherche de l'Armée de l'Air américaine. Ses objectifs sont de concevoir, développer et intégrer des technologies pour les forces aériennes, spatiales et le cyberespace. Le laboratoire emploie environ 10 000 personnes (statut civil et militaire) et disposait en 2014 d'un budget de 4,4 milliards US$. Son siège se trouve à  la base Wright-Patterson dans l'Ohio. 

## Organisation
L'ARFL est subdivisé en 10 directions : 
- 711th Human Performance Wing
- Aerospace Systems Directorate
- Air Force Office of Scientific Research
- Directed Energy Directorate
- Information Directorate
- Materials and Manufacturing Directorate
- Munitions Directorate
- Sensors Directorate
- La direction Space Vehicles Directorate basée à Kirtland Air Force Base intervient dans quatre domaines : les technologies de contrôle de l'espace (capteurs, système de protection, agilité des engins spatiaux, système d'intelligence artificielle embarqué,  ...); les systèmes de communications et de navigation (technologies autour du GPS, gestion des menaces de brouillages, ...), les systèmes de reconnaissance et de surveillance (système d'alerte avancée, fourniture de données transhorizons aux armes aéroportées, etc.) et Surveillance de l'espace (météorologie spatiale, détection des débris spatiaux, ...)[2].